# Hemimysis speluncola
Hemimysis speluncola is een aasgarnalensoort uit de familie van de Mysidae. De wetenschappelijke naam van de soort is voor het eerst geldig gepubliceerd in 1963 door Ledoyer.